# Carwyn James
Carwyn Rees James (* 2. November 1929 in Cefneithin, Carmarthenshire, Wales; † 10. Januar 1983 in Amsterdam, Niederlande) war ein walisischer Rugby-Union-Spieler, der als Verbinder eingesetzt wurde. Er führte die British and Irish Lions 1971 als Trainer zum einzigen Seriensieg gegen Neuseeland.
James war ausgebildeter Lehrer. Er spielte für den Llanelli RFC und kam 1958 zwei Mal für die walisische Nationalmannschaft zum Einsatz. Bekannt wurde er vor allem als Trainer von Llanelli und der Lions. Llanelli führte er zu vier Pokalsiegen und 1972 auch zu einem Sieg über die All Blacks.
1971 führte er die British and Irish Lions zu zwei Siegen, einem Unentschieden und einer Niederlage bei deren Tour nach Neuseeland. Die damalige Mannschaft der Lions gilt als eine der besten aller Zeiten und war vor allem für ihre attraktive offensive Spielweise bekannt, die durch James geprägt wurde.
James starb am 10. Januar 1983 in Amsterdam.